# 木村紺
木村 紺（きむら こん）（1973-）は、日本の漫画家。京都府出身。

## 経歴・人物
1997年、アフタヌーン四季賞冬のコンテストで「木村央志」名義で四季賞を受賞し、デビュー。翌1998年から2006年『月刊アフタヌーン』（講談社）にて、受賞作『神戸在住』を連載。実在する神戸市の町並みや阪神・淡路大震災からの復興を描き、2002年に同作で第31回日本漫画家協会賞新人賞を受賞した。同作内における震災のエピソードは知人の体験を基に物語を描いているが、自身も被災者である。
2007年に『月刊アフタヌーン』で短期連載され、後に『good!アフタヌーン』に移籍し連載中の漫画作品『巨娘』では、焼き鳥チェーン店を舞台に破天荒なコメディを描いた。2008年から2011年まで、『月刊アフタヌーン』にて女子高の柔道部を題材にしたコメディタッチの作品『からん』を連載した。
年齢や性別、本名などのプロフィールはほとんど公開されていなかったが、京都の洛東地域で多感な時期を過ごした、1970年代生まれ、などの記述が散見された。

## 作風
『神戸在住』は主人公の女性によるモノローグを中心にストーリーが進められていく作品で、絵にはベタ塗りやスクリーントーンを使わず、服の色なども全て横に引かれたフリーハンドの線を重ねてその濃淡だけで描き分けられていた。『巨娘』はナレーションによって話が進行し、この作品からトーン、ベタが使われるようになった。『からん』では前2作と比べ写実的な画風になっており、基本的に登場人物のやり取りを中心に話が進む形になっている。

## 作品リスト
- 神戸在住（講談社 月刊アフタヌーン 1999年11月号 - 2006年5月号、全10巻）
- 巨娘（月刊アフタヌーン 2007年1月号 - 9月号、good!アフタヌーン創刊号（2008年11月7日刊行） - 3号、17号 - 20号、2016年4号 - 2018年1号、全5巻）※2004年に読み切りとして掲載された作品の連載化。
- からん（月刊アフタヌーン 2008年5月号 - 2011年6月号、全7巻）
- 大好き！の弥太朗君（good!アフタヌーン 第39号 読み切り）※「マイボーイ」につながるプロローグ的な作品。
- マイボーイ（月刊アフタヌーン 2014年5月号 - 2016年2月号、全4巻）